# Halve marathon van Egmond 1977
De halve marathon van Egmond 1977 vond plaats op zondag 8 januari 1977. Het was de vijfde editie van deze halve marathon. De organisatie was in handen van Le Champion. Het aantal inschrijvingen van 3200 was een record. 
De wedstrijd bij de mannen en vrouwen werd gewonnen door respectievelijk Theo Geutjes en Corrie Konings in 1:08.40 en 1:24.00. Voor Geutjes was het zijn eerste overwinning in Egmond aan Zee, voor Konings haar tweede.
Naast de halve marathon kende dit evenement twee trimlopen over 3 en 7 kilometer. De 7 kilometerloop ging daarbij ook door de duinen en over het strand.

## Uitslagen

### Mannen
| Positie | Atleet           | Land      | Tijd    |
| ------- | ---------------- | --------- | ------- |
| 1       | Theo Geutjes     | Nederland | 1:08.40 |
| 2       | Johan Kijne      | Nederland | 1:10.30 |
| 3       | Frank Roozing    | Nederland | 1:10.45 |
| 4       | Nico van Stralen | Nederland | 1:11.20 |
| 5       | Gerard Berkhout  | Nederland | 1:11.20 |
| 6       | Joop Keizer      | Nederland | 1:11.25 |

### Vrouwen
| Positie | Atlete         | Land      | Tijd    |
| ------- | -------------- | --------- | ------- |
| 1       | Corrie Konings | Nederland | 1:24.00 |
| 2       | Joke Geel      | Nederland | 1:26.00 |
| 3       | Marja Wokke    | Nederland | 1:27.30 |

1973 ·
1974 ·
1975 ·
1976 ·
1977 ·
1978 ·
1979 ·
1980 ·
1981 ·
1982 ·
1983 ·
1984 ·
1985 ·
1986 ·
1987 ·
1988 ·
1989 ·
1990 ·
1991 ·
1992 ·
1993 ·
1994 ·
1995 ·
1996 ·
1997 ·
1998 ·
1999 ·
2000 ·
2001 ·
2002 ·
2003 ·
2004 ·
2005 ·
2006 ·
2007 ·
2008 ·
2009 ·
2010 ·
2011 ·
2012 ·
2013 ·
2014 ·
2015 ·
2016 ·
2017 ·
2018 ·
2019 ·
2020 ·
2021 ·
2022 ·
2023 ·
2024 ·
2025